# Kovács József Hontalan
Kovács József Hontalan (Mohács, 1950. augusztus 15. – Mohács, 2017. szeptember 30.) magyar költő, 1994-98 között mohácsi önkormányzati képviselő.
„Cigány származású magyar költő vagyok, a zsidók utcájában nőttem fel Mohácson, svábokkal, sokácokkal, szegénységben, de tisztességben.”

## Munkássága
Kereskedelmi középiskolába járt Pécsett. Első versét 1973. áprilisában Vasy Géza, az Írószövetség egykori elnöke közölte a Magyar Ifjúságban. Versei országos napilapokban és folyóiratokban jelentek meg. Első riportját 1980-ban publikálta az Új Tükör című hetilapban, amelyben egy munkásszállás életét mutatta be. A riport megjelenését követően kidobták állásából és szállásáról is. Ugyanebben az évben SZOT ösztöndíjban, 1984-ben pedig Móricz Zsigmond-ösztöndíjban részesült. Első verseskötete 1991-ben jelent meg  Ismeretlen cigány ének címmel. A kötetének előszavában ezt írta: „Vallom és vállalom, hogy rajtam két aranypánt van: az egyik a magyar kultúra, a másik a cigányságom.” 2009-ben Solt Ottília-díjban, részesült.
A nemzet szemétdombjai című kötetében, amely az 1980-tól 1992-ig tartó válogatott riportjait, esszéit tartalmazza, bemutatja a Magyarországon élő cigányok életét. A szerző írja: „Ennek a könyvemnek java cigányokról szóló híradás, elemi metszet, még ha alapfokon is, de emberien, komolyan és felelősséggel tudjuk tájékozódni róluk. A megalázott és megnyomorított százezrekről. Könyvében bemutatja még a Magyarországon élő népcsoportokat. Szlovákokat, szerbek, románokat, szlovéneket, horvátokat, németek és zsidókat.”
Sequoiabeszéd című könyvében – mely Pécsett jelent meg, 166 lap terjedelemben – modern költői eszközökkel nagymértékben megújította a magyar nyelvet, és megidézte a magyar és európai művészeket és szellemi embereket. Ahogy Ő mondja, ez a könyve, amely egyetlen vers, a szellem és a lélek regénye. 
A József Attila ikonok című kötete méltó és pontos tiszteletadás József Attilának, a kötet 32 verset és 32 portrét tartalmaz József Attiláról, a műveket kortárs képzőművészek készítették.
Verseskötetei a Frankó manus, a Világ foglalata és a Sziklagrafikák a 21. századi magyar és európai ember szorongásait, vágyait és reményeit mutatja be nagyon erőteljes, plasztikus költői képekkel. 
Minden könyvében a legfőbb motívum, mint amit Illyés Gyula írt Balassi Bálintról szóló szonettjében, melynek legutolsó sora így hangzik: „Holtodban is pajzsként hullj honodra”. 
Nyelvtangó című könyvében ismét a magyar nyelv védelme a legfontosabb a számára.
Szerelmed annyira hatalmas című kötete - az alkoTÓház gondozásában - merész képekkel megjelenített új szerelmes verseit tartalmazza. 
A cet háta című kötete legfontosabb, művészetét jellemző verseit öleli össze.
Műveit kiadták hollandul, németül, angolul, horvátul és cigányul. Többször olvasott föl Bécsben, Grazban, 2006. január 22-én díszvendége volt a londoni Hungarian Cultural Centre-nek. Országszerte számos felolvasóestje, író-olvasó találkozója volt. Rendszeresen részt vett cigány fiatalok táboraiban, rendhagyó irodalmi órákat tartott. 2009-ben Solt Ottília-díjban részesült.
Békés Sándor: Csillagkarcoló. Kovács József Hontalan arcképvázlata című monográfiája részletesen méltatja a költő életét és munkásságát. Pethes Mária költő írja róla a Kifelejtik a frankóságból című versében: „díjak nélkül élő szófestő-zseni”. 
Hosszas betegség után 2017. szeptember 30.-án hunyt el Mohácson.

## Művei
- Ismeretlen cigány ének, Szerzői Kiadás, 1991
- Pörgő ezüsttallér; Cigány Kulturális és Közművelődési Egyesület, Pécs, 1993
- Aranymetszésű augusztus; Cigány Kulturális és Közművelődési Egyesület, Pécs, 1995
- Sequoiabeszéd; Cigány Kulturális és Közművelődési Egyesület, Pécs, 1995
- A nemzet szemétdombjai. Cikkek, interjúk, riportok cigányokról és más népcsoportokról; Cigány Kulturális és Közművelődési Egyesület, Pécs, 1997
- Magyarul beszélni. Versek; Mohácsi Művészeti Társaság kiadása, Mohács, 1998
- Színfolyók; Cigány Kulturális és Közművelődési Egyesület, Pécs, 1998
- Das Buch der Ränder. Roma-Lyrik aus Ungarn; vál., szerk. Gyurkó Andrea és Kovács József Hontalan; magyarról ford. németre Gyurkó Andrea, unter Mitarb. von Cecile Cordon, magyarról cigányra ford. Bihari Endre, Choli Daróczi József; Wieser, Klagenfurt, 1999
- Tükörfotográfiák; Cigány Kulturális és Közművelődési Egyesület, Pécs, 2002
- Csillagfegyenc; Cigány Kulturális és Közművelődési Egyesület, Pécs, 2003
- József Attila ikonok; Fővárosi Cigány Önkormányzat–Cigány Kulturális és Közművelődési Egyesület, Bp.–Pécs, 2005
- Szentandrássy István evangéliuma; Cigány Kulturális és Közművelődési Egyesület, Pécs, 2007
- Tűzhálók; Alkotóház, Agárd, 2007
- A világ foglalata; Mohácsi Cigány Kisebbségi Önkormányzat, Mohács, 2007
- Sziklagrafikák; Alkotóház, Agárd, 2008
- Nyelvtangó; Alkotóház, Agárd 2009
- A cet háta; Alkotóház, Agárd, 2010
- Nők fővárosa 2010. Antológia; szerk. Kovács József Hontalan; Cigány Kulturális és Közművelődési Egyesület–Cigány Önkormányzat, Pécs, 2010
- Szerelmed annyira hatalmas; Alkotóház, Agárd 2010
- Mohács, tripódiák, hattyúfagy; Szentandrássy István Klubház, Mohács, 2012
- Apró mohácsi boltok 28; Cigány Kulturális és Közművelődési Egyesület, Pécs, 2016
- Szentandrássy István, a vizuális időjegyzés festőmestere. Összegyűjtött írások III.; Cigány Kulturális és Közművelődési Egyesület, Pécs, 2016
- A gyűlölet tüzes talpa alatt - versek, 2016.
- Apró mohácsi boltok 28 ; Nézzetek körül nálam; Cigány Kulturális és Közművelődési Egyesület, [Pécs], cop. 2016
- A vizuális időjegyzés festőmestere - 2016.
- Apró mohács boltok - versek, 2017.
- Szentandrássy István: Prémium Budapest bringa : a mester 60 éves (Szentandrássy István rajzaival és Kovács József Hontalan verseivel); Cigány Kulturális és Közművelődési Egyesület, [Pécs], cop. 2017

## Díjai
- SZOT ösztöndíj (1980)
- Móricz Zsigmond-ösztöndíj (1984)
- Solt Ottília-díj (2009)
- Eötvös József Emlékérem (2013)[6]